# Melaka Tengah
Huyện Melaka Tengah là một huyện thuộc bang Melaka của Malaysia. Huyện Melaka Tengah có dân số thời điểm năm 2010 ước tính khoảng 483679 người.